# Rotzooi op de trap
Rotzooi op de trap is een hoorspel van Joe Orton. The Ruffian on the Stair werd op 31 augustus 1964 door de BBC uitgezonden. In 1967 zond de Süddeutscher Rundfunk het uit onder de titel Der Schnorrer auf der Treppe. Gérard van Kalmthout vertaalde het en de KRO zond het uit in het programma Dinsdagavondtheater op dinsdag 29 oktober 1968, van 21.15 tot 22.05. De regisseur was Willem Tollenaar.

## Rolbezetting
- André van den Heuvel (Mike)
- Andrea Domburg (Joyce)
- Piet Römer (Wilson)

## Inhoud
Mike en Joyce zijn een arm Londens koppel dat in een goedkoop appartement leeft in de arbeidersbuurt van de stad. Via de conversatie komen we erachter dat Mike, die niet zeer snugger is, een en ander verborgen houdt voor Joyce, en dat zij ook iets te verbergen heeft (ze was een prostituee) waarvan ze denkt dat ze het achter de rug heeft, maar dat ze nog steeds romantiseert en bij gelegenheid mist. Op een dag, terwijl Mike weg is voor een "job" en Joyce alleen is, komt een jongeman, Wilson genaamd, om te informeren of er soms een kamer te huur is, maar die is er niet. Wilson - die beweert een "herenkapper" te zijn - blijft aandringen. Met veel moeite slaagt ze erin hem buiten te krijgen. Mike komt thuis en nerveus vertelt ze hem wat er net gebeurde. Mike vindt dat ze overdrijft en tot Joyce' verbazing en ergernis sympathiseert hij met de jongeman. De volgende dag, als Joyce alleen is met haar gedachten, klinkt er plots een reeks heftige geluiden die komen van de trappen achter de appartementsdeur en van de straat. Luidkeels roept ze daarmee op te houden en dat gebeurt ook, maar niet dan na een aanhoudende aurale kwelling voor Joyce. Natuurlijk veronderstelt ze dat het Wilson was en nadat ze dat aan Mike heeft verteld, besluit hij de jongeman uit te nodigen voor een "vriendenbezoek" om te bewijzen dat ze het verkeerd voor heeft…